# Banco de Bilbao
El Banco de Bilbao fue una entidad bancaria fundada en Bilbao en 1857 y que dio origen (a través de sucesivas fusiones) al actual BBVA (Banco Bilbao Vizcaya Argentaria, S.A.).

## Fundación
En 1856, un grupo de comerciantes e industriales de Bilbao, integrados en la Junta de Comercio de la capital vizcaína, decidió fundar un banco en la ciudad con capital únicamente local, frente a los proyectos del Crédit Mobilier francés, apoyados por un gran grupo de empresarios bilbaínos, de crear una sucursal en Bilbao de dicha entidad que tuviera una participación minoritaria de capitales de la Villa. Sus promotores se amparaban en la reciente ley de bancos de emisión de 28 de enero de 1856, que eliminaba el monopolio del Banco de España (hasta entonces denominado Banco de San Fernando) en el sector financiero. En efecto, la mencionada ley permitió la apertura de entidades de emisión y descuento en aquellas ciudades en las que no hubiera previamente establecidas sucursales del Banco de San Fernando o bancos independientes, con la limitación de crear un banco emisor por plaza.
Los fundadores formularon el 19 de abril de 1856 el proyecto de fundación ante notario y el 16 de abril de 1857 otorgaron la escritura pública de constitución. Finalmente, el 19 de mayo de 1857 la Reina Isabel II firmó el correspondiente decreto de autorización. 
El Banco se constituyó con un capital de ocho millones de reales, y las acciones fueron suscritas por algunas de las principales familias de comerciales e industriales de la época: Ybarra, Zubiría, Epalza, Basterra, Arellano, Urigüen, Zabálburu, Orbegozo, Ingunza, Mac Mahón, Uhagón, Aguirre, Yohn, Lund y Mendiguren.

## Historia

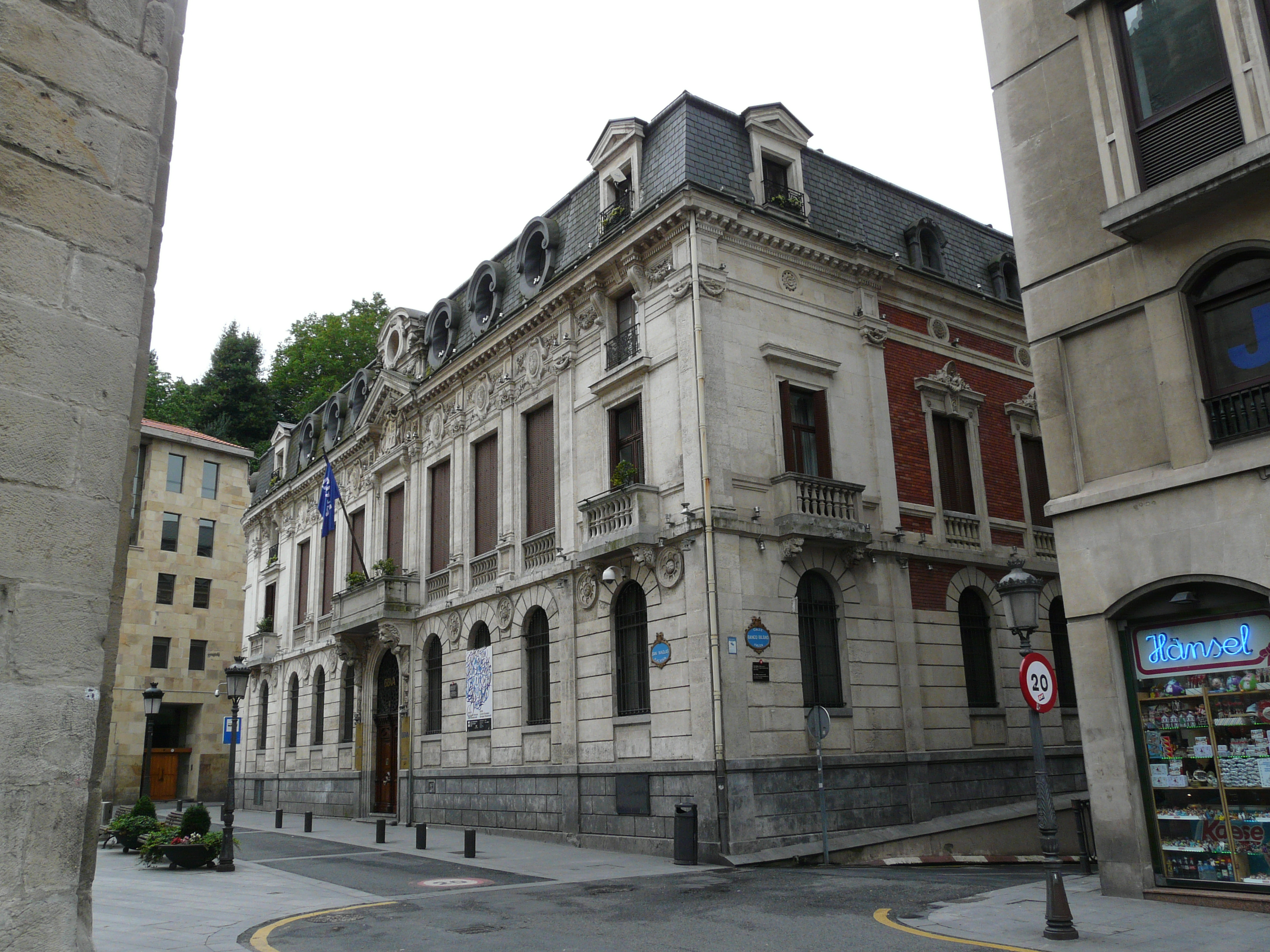
Sede social del BBVA (1868), en la plaza de San Nicolás, 4 en Bilbao.

La primera oficina del Banco se abrió al público el 24 de agosto de 1857 en un bajo del número 7 de la calle de la Estufa (hoy Viuda de Epalza). El Banco contaba, en su inauguración, con quince empleados y con un Consejo de Administración formado por diez personas, entre ellos algunas de las principales figuras de la época en la ciudad, como D. Pablo de Epalza, principal promotor del proyecto y primer presidente de la entidad, Felipe de Uhagón (alcalde de la villa posteriormente) o Gabriel de Ybarra. El 1 de octubre de 1857 pasaron al número 22 de la Calle de la Ribera.
En 1862 comenzó la construcción de la sede del Banco en la plaza de San Nicolás. El proyecto del arquitecto francés Lavalle se finalizó en 1868, si bien fue objeto de dos ampliaciones posteriores hasta 1898 diseñadas por Severino Achúcarro y Enrique Epalza. Las oficinas se abrieron al público el 8 de enero de 1868, y cabe destacar que dicho edificio continúa siendo la sede social del BBVA, aunque las operaciones bancarias se trasladaron el 24 de agosto de 1957 a un magnífico edificio en el número 12 de la Gran Vía, obra de Pedro Guimón y Ricardo Bastida.
Desde su constitución, el banco participó en la financiación de notables proyectos de desarrollo ligados a la industrialización de Vizcaya, como Astilleros Euskalduna, La Naval, Altos Hornos de Vizcaya, Naviera Sota y Aznar, Seguros La Polar, La Basconia, etc., o de creación de infraestructuras, como la construcción del Puerto Exterior de Bilbao, el ferrocarril Bilbao-Tudela, la línea del ferrocarril de Bilbao a La Robla, etc.
En 1878, el Banco perdió la capacidad de emisión, y se reorganizó como banco de préstamos y descuento, al haber asumido el Banco de España el monopolio de emisión. En 1901, se fusionó con el Banco del Comercio, que había sido fundado en Bilbao en 1891, si bien esta firma no desapareció y mantuvo su personalidad jurídica, pasando sus acciones al Banco de Bilbao y manteniéndose como segunda marca de la entidad hasta el año 2000. Esta sería la primera de las múltiples adquisiciones que protagonizaría el Banco de Bilbao a lo largo del siglo XX.
En efecto, junto a la citada fusión con el Banco del Comercio, el Banco adquiriría a lo largo del tiempo las siguientes entidades:
- Banca Fernández-Llamazares (de León), en 1924;
- Banca Nieto de P. Martín Moreno (de Ciudad Real), la Banca Luis Pozuelo (La Laguna) y la Banca José Sáenz Azores (Mérida), en 1942;
- Pablo Camacho Alcarazo (en Tomelloso) en 1943;
- Juan Merle Sucesores (Denia) y Viuda de Clemente Alvira (Guadalajara) en 1945;
- Banca Aramburu Hermanos (Cádiz), Banca Perxas y Compañía (Figueras) y Banca Anacleto Carbajoso (Toro) en 1947;
- El Banco de Burriana, Herederos de Antonio Riudrejo (Sanlúcar de Barrameda), y Banca Payeras en 1948;
- Fomento Agrícola de Mallorca en 1949;
- Banca Miñón Hermanos (Andújar), José Onieva Ruiz, y Sucesores de José Balaguer en 1952;
- El Banco de La Coruña, el Banco de Irún, el Banco Castellano y el Banco Asturiano de la Industria y el Comercio (todos ellos absorbidos en 1970, si bien participaba en ellos con anterioridad, en algún caso desde 1942);
- El Banco de Promoción de Negocios (adquirido al Fondo de Garantía de Depósitos en 1981);
- El Banco Oeste, el Banco Latino y el Banco de Extremadura (adquiridos en 1984 como consecuencia de la expropiación de RUMASA);
- La Banca Mas Sardá (adquirida en 1985 al Fondo de Garantía de Depósitos);
- El Banco del Oeste, y el Banco de Huesca (adquirido en 1979 y vendido en 1988). La ficha bancaria de este último se convirtió en la empleada para crear, por un inversor particular, la desaparecida entidad "Banco Inversión".

Asimismo, constituyó el Banco Industrial de Bilbao en 1967 con el fin de promover la actividad industrial.
El Banco fue pionero en España en lograr presencia internacional, mediante la apertura en 1902 de una sucursal en París, de una oficina en Londres en 1918 y de una sucursal en Tánger en 1921. Por otra parte, en los primeros años del siglo se sucedieron diversos intentos para abrir agencias conjuntas con la Sociedad de Seguros La Polar en San Sebastián, Madrid y Londres. Tras el fracaso de estos intentos, el Consejo de Administración de 7 de abril de 1909 acordó la apertura de agencias en Guernica, Durango, Valmaseda, Marquina, Bermeo, Ondárroa, Lequeitio, Plencia, Orduña, Munguía, Llodio, Castro Urdiales y Miranda de Ebro. A esta apertura le siguió, en virtud del acuerdo del Consejo de 28 de septiembre de 1911, la de las agencias de Dima, Musques, Sestao y Amorebieta. 
La expansión continuó mediante la apertura de una sucursal en Vitoria, en 1913, a la que por fin seguiría una oficina en Madrid en 1918. Tras dicha apertura, y a como consecuencia de la participación del Banco en las obras de construcción de la Gran Vía madrileña, la entidad determinó abrir una nueva sede en 1923 en la calle Alcalá de la capital en un monumental edificio diseñado por Ricardo Bastida. Ya en 1981, el Banco trasladaría su sede en Madrid a la Torre del Banco de Bilbao en el complejo Azca, tras la finalización de las obras de construcción del edificio diseñado por Francisco Javier Sáenz de Oiza.
Cabe destacar, por último, que el Banco de Bilbao fue la entidad que introdujo la tarjeta de crédito en España, hasta entonces totalmente desconocida en Europa salvo en Gran Bretaña. Así, en mayo de 1971 comenzó la emisión de la tarjeta BankAmericard (que posteriormente se transformaría en VISA), y, a través de los notables esfuerzos empleados en su promoción, logró en pocos años que se empleara masivamente y que España se colocara en los primeros puestos del mundo en el uso de tarjetas de crédito.

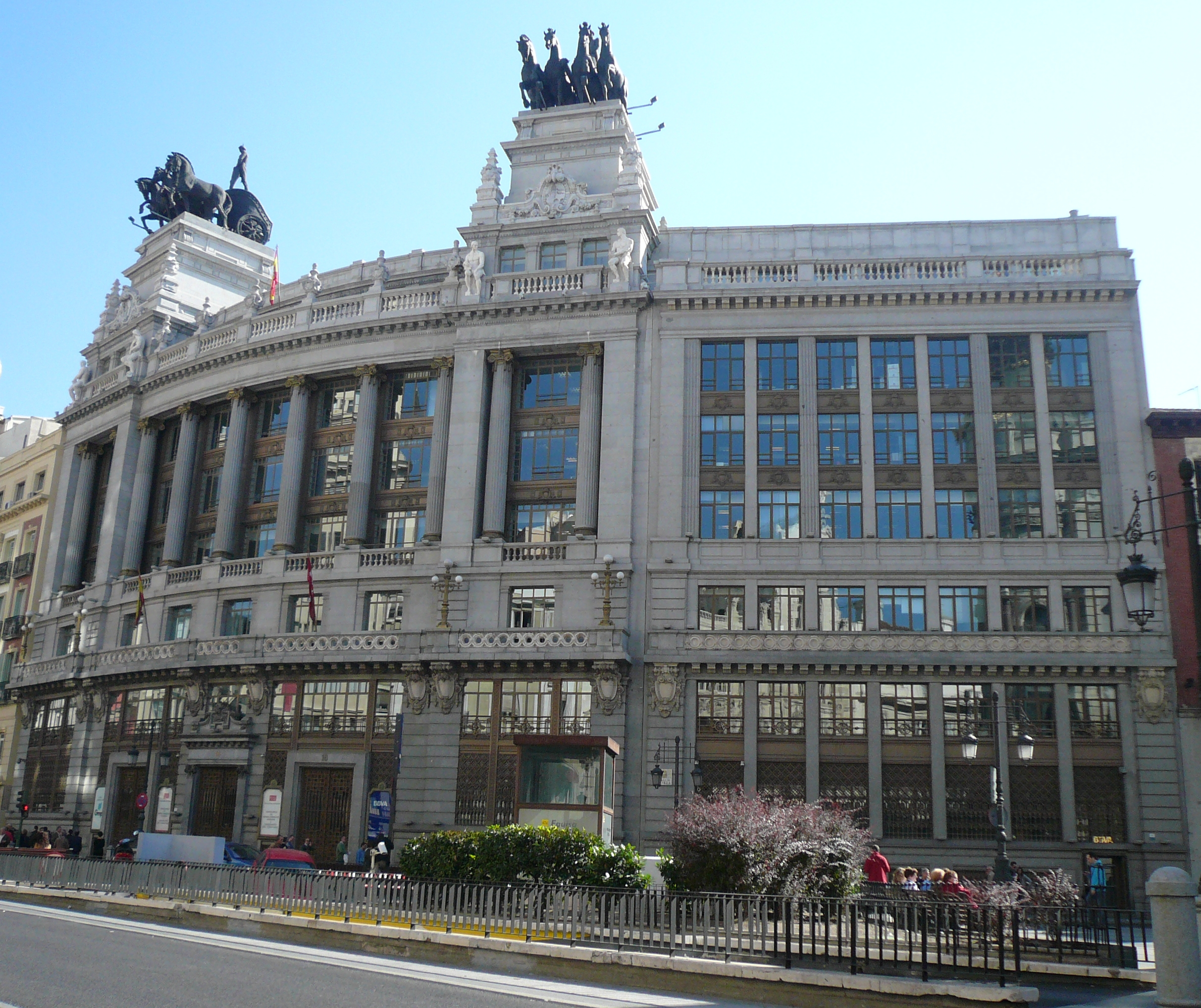
Edificio del Banco de Bilbao en la Calle Alcalá 16 de Madrid
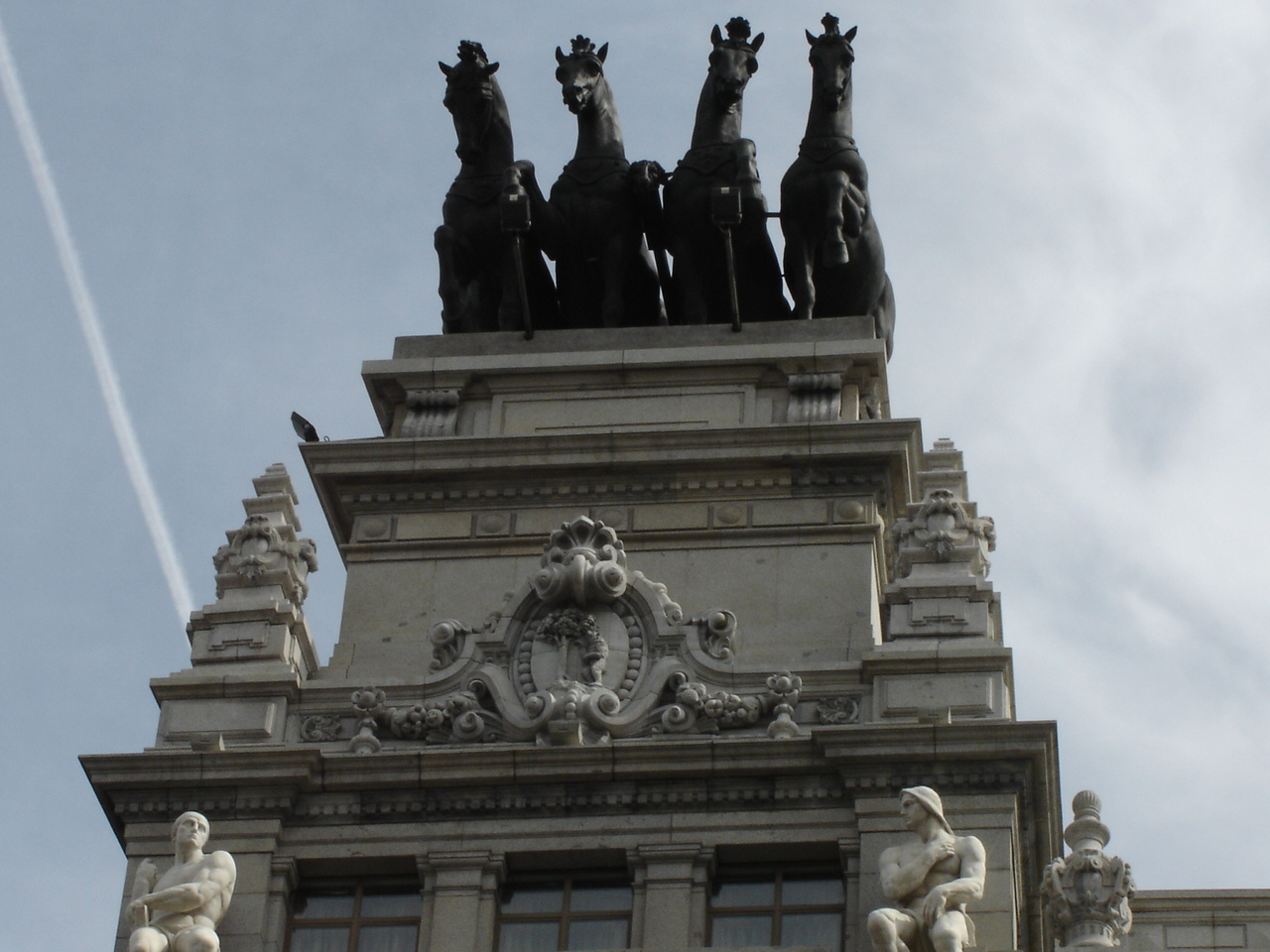
Cuadriga en la azotea del Banco en la Calle Alcalá
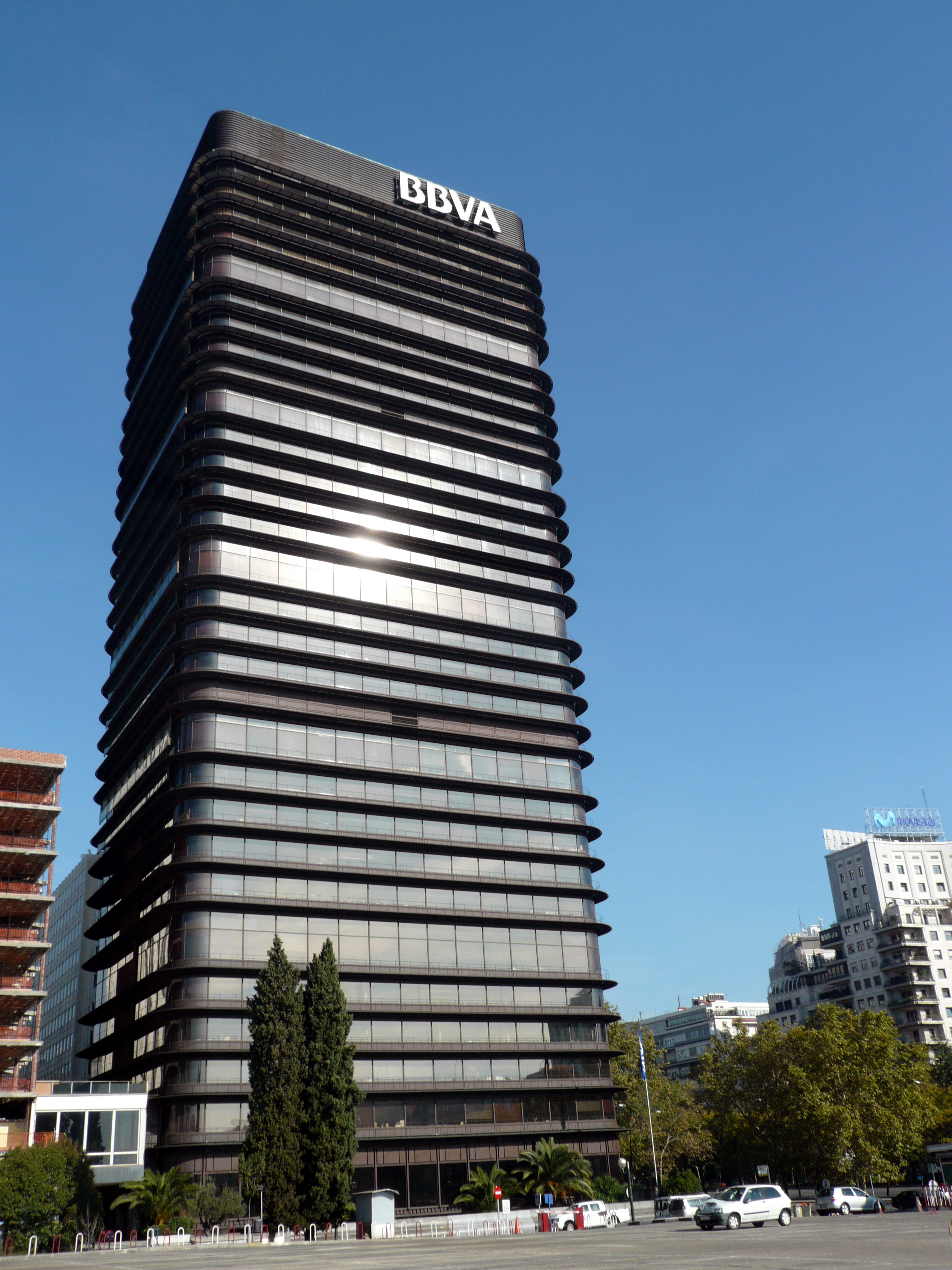
Torre del Banco de Bilbao en AZCA (Madrid)
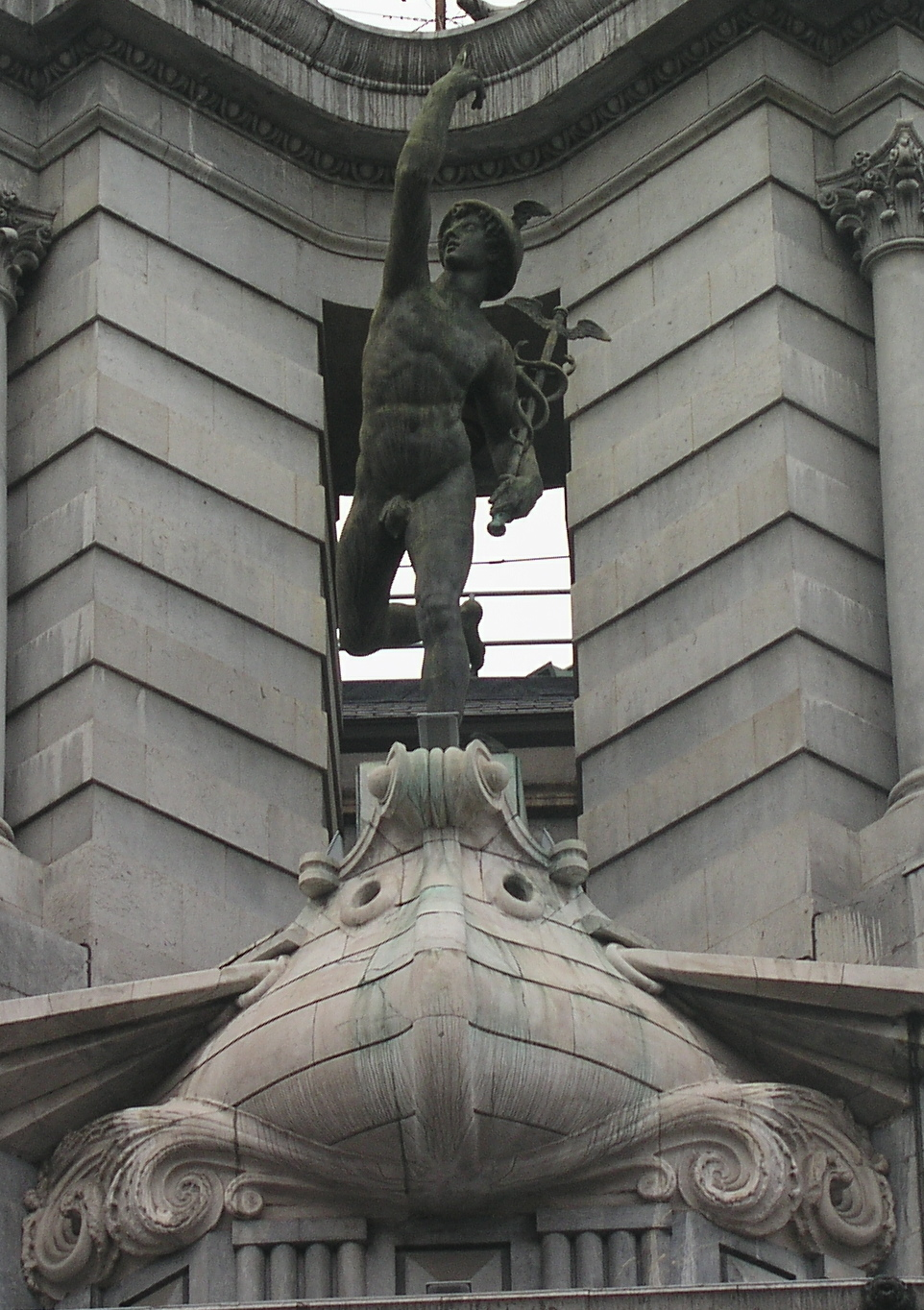
Estatua de Mercurio en el edificio del Banco de Bilbao en Gran Vía, Bilbao

## Fusión con el Banco de Vizcaya
El alto grado de internacionalización que llegó a adquirir el Banco, y la apertura de la economía española que traería consigo el ingreso en la CEE en 1986, llevó al Banco a buscar una fusión con otra entidad nacional de importancia que le permitiera adquirir un tamaño suficiente para continuar su expansión internacional y competir con las grandes entidades europeas, tanto en el mercado nacional como en Europa e Iberoamérica. Hasta entonces, todas las entidades que había adquirido eran bancos regionales o con problemas de solvencia, todos ellos de escaso tamaño y entidad. 
En 1986, bajo la presidencia de José Ángel Sánchez Asiaín, se diseñó un plan al efecto que contemplaba varias posibilidades de fusión, de las que finalmente se optó por la fusión con el Banco Español de Crédito (Banesto).
En 1987 el Banco formuló una Oferta Pública de Adquisición (OPA) hostil sobre las acciones de Banesto, pero la operación fracasó debido a la inesperada oposición del Consejo de Administración de Banesto, liderada por Mario Conde. El procedimiento escogido para la operación -una OPA "hostil"- resultó un escándalo en su época y concitó el rechazo del resto del sector, acostumbrado hasta entonces a los "pactos entre caballeros" como forma habitual de actuación, hasta el punto que el Banco Central se sumó a la defensa de Banesto formulando una "contraopa" que limitaba las posibilidades de la lanzada por el Bilbao. 
Finalmente, ante el fracaso definitivo de la operación sobre Banesto, en 1988 se acordó con el Banco de Vizcaya la fusión -en términos de igualdad- de ambas entidades, que daría lugar a una nueva entidad, el Banco Bilbao Vizcaya, S.A., BBV, a partir de 1989.